# Saint Marys River
St. Marys River, ibland St. Mary's River, är en ca 120 km lång flod som utgör gräns mellan USA och Kanada. Floden flyter från Övre sjön (Lake Superior) till Huronsjön.